# コンスタンティウス・ガッルス
フラウィウス・クラウディウス・コンスタンティウス・ガッルス（ラテン語: Flavius Claudius Constantius Gallus, 325年か326年 - 354年）は、コンスタンティヌス朝のローマ副帝（在位351年 - 354年）。また352年から354年にはコンスルを務めた。表記の違いでコンスタンティウス・ガルス、また単にガルスとも呼ばれる。